# Gandaki (province)
Gandaki est l'une des sept provinces du Népal.
Créée en juillet 2018, elle est nommée provisoirement Province no 4 mais la nouvelle assemblée une fois élue adopta son nom actuel. La province compte en effet les sept affluents majeurs du Gange provenant de l'Himalaya, désignés comme Sapta Gandaki.
Sa capitale est Pokhara.

## Organisation administrative
La province comprend 11 districts :
- District de Baglung
- District de Kaski
- District de Lamjung
- District de Manang
- District de Mustang
- District de Myagdi
- District de Nawalparasi
- District de Parbat
- District de Syangja
- District de Tanahu